# Harraure
Harraure är en sjö i Arjeplogs kommun i Lappland och ingår i Piteälvens huvudavrinningsområde. Sjön har en area på 0,56 kvadratkilometer och ligger 606,1 meter över havet. Harraure ligger i Piteälven Natura 2000-område. Sjön avvattnas av vattendraget Suolojåkkå.

## Delavrinningsområde
Harraure ingår i det delavrinningsområde (738264-161896) som SMHI kallar för Utloppet av Harraure. Medelhöjden är 656 meter över havet och ytan är 3,65 kvadratkilometer. Räknas de 2 avrinningsområdena uppströms in blir den ackumulerade arean 24,49 kvadratkilometer. Suolojåkkå som avvattnar avrinningsområdet har biflödesordning 3, vilket innebär att vattnet flödar genom totalt 3 vattendrag innan det når havet efter 230 kilometer. Avrinningsområdet består mestadels av skog (63 procent) och kalfjäll (20 procent). Avrinningsområdet har 0,62 kvadratkilometer vattenytor vilket ger det en sjöprocent på 16,9 procent.